# Shengjing
Shengjing (kinesiska: 圣井街道, 圣井) är en socken i Kina. Den ligger i provinsen Shandong, i den östra delen av landet, omkring 39 kilometer öster om provinshuvudstaden Jinan. Antalet invånare är 42 626. Befolkningen består av 21 949 kvinnor och 20 677 män. Barn under 15 år utgör 12,0 %, vuxna 15-64 år 78 %, och äldre över 65 år 8,0 %.
Genomsnittlig årsnederbörd är 841 millimeter. Den regnigaste månaden är juli, med i genomsnitt 315 mm nederbörd, och den torraste är januari, med 6 mm nederbörd.